# Мрежа (орган)
Вижте пояснителната страница за други значения на Мрежа.
Мрежа (на латински: reticulum) се нарича второто по обем и местоположение предстомашие на многокамерния стомах при преживните животни. Той служи за допълнителна обработка на по-фино смляната храна постъпваща от търбуха.

## Структура
Мрежата е разположена между търбуха и диафрагмата. Анатомично тя се намира приблизително върку края на гръдната кост. Представлява неправилна торба, фактическо продължение на търбуха. Надясно мрежата се допира до черния дроб. Лигавицата не притежава жлези и образува много характерни гънки наподобяващи клетки на пчелна пита. Поради тази причина те се наричат cellulae reticuli. Във вътрешността на килийките лигавицата образува допълнителни по-малки гънки. От мрежата хранителното съдържание преминава към книжката.

## Заболявания свързани с мрежата
Поради специфичното разположение (близо до диафрагмата и сърцето) и анатомичното и функционално устройство на търбуха и мрежата при преживните животни се наблюдават някои характерни само за тях заболявания. При пашата най-често на говедата храната се откъсва с език и зъби и преглъща. Така с нея в търбуха е възможно да попаднат парчета тел или пирони. Под въздействието на търбушните движения заедно с храната те попадат в мрежата. На това място е възможно да пробият мрежата и попадат в перитонеалната кухина при което се получава травматичен ретикуло-перитонит. При движенията на предстомашията металното чуждо тяло може да се избута допълнително и така да премине през диафрагмата и пробие перикарда на сърцето. Това заболяване се нарича травматичен перикардит или чуждотелен перикардит.